# Adriana di Nassau-Dillenburg
Adriana di Nassau-Dillenburg (Dillenburg, 7 febbraio 1449 – Hanau, 15 gennaio 1477) fu contessa consorte di Hanau-Münzenberg.

## Matrimonio ed eredi
Adriana si sposò poi il 12 settembre 1468 con il conte Filippo I di Hanau-Münzenberg (20 settembre 1449 - 26 agosto 1500), figlio del conte Reinardo III di Hanau. La coppia ebbe i seguenti figli:
- una figlia (nata e morta il 4 aprile 1469)
- Adriana (1470-1524), sposò nel 1490 il conte Filippo di Solms-Lich (1468-1544).
- Margherita (1471-1503), monaca
- Reinardo IV (1473-1512)
- Anna (15 marzo 1474 - 21 marzo 1475)
- Maria (4 marzo 1475 - 18 maggio 1476)

## Morte e sepoltura
Adraina morì il 15 gennaio 1477 a Hanau e fu sepolta nella chiesa cattolica di Santa Maria. Il suo epitaffio raffigurante la contessa in posizione di preghiera, e la sua tomba, attualmente sono conservati in ottime condizioni.